# Sichuan Nanzi Paiqiu Dui 2015-2016
Questa voce raccoglie le informazioni riguardanti il Sichuan Nanzi Paiqiu Dui nelle competizioni ufficiali della stagione 2015-2016.

## Organigramma societario
Area direttiva
- Presidente: Deng Gang

Area tecnica
- Allenatore: Fu Jun
- Secondo allenatore: Cao Huaye
- Assistente allenatore: Jiang Kun

Area sanitaria
- Medico: Hou Shenwen

## Rosa
| N° | Nome             | Ruolo | Data di nascita   | Nazionalità sportiva |
| -- | ---------------- | ----- | ----------------- | -------------------- |
| 1  | Gao Qi           | S/O   | 19 novembre 1993  | Cina                 |
| 2  | Liao Guo         | L     | 14 febbraio 1996  | Cina                 |
| 3  | Deng Tingxi      | S     | 12 gennaio 1991   | Cina                 |
| 4  | Bi Xianhao       | S/O   | 26 febbraio 1994  | Cina                 |
| 5  | Feng Kejun       | S     | 4 luglio 1990     | Cina                 |
| 6  | Chen Tao         | L     | 4 ottobre 1992    | Cina                 |
| 7  | Michał Łasko     | S/O   | 11 marzo 1981     | Italia               |
| 8  | Wen Xingxing     | P     | 6 marzo 1994      | Cina                 |
| 9  | Zbigniew Bartman | S/O   | 4 maggio 1987     | Polonia              |
| 10 | Cao Yiming       | S/O   | 5 gennaio 1992    | Cina                 |
| 11 | Tang Cheng       | C     | 11 settembre 1991 | Cina                 |
| 12 | Qin Song         | C     | 23 luglio 1987    | Cina                 |
| 13 | Yang Guang       | P     | 19 febbraio 1991  | Cina                 |
| 14 | Li Rui           | S     | 17 febbraio 1997  | Cina                 |
| 15 | Du Haixiang      | S     | 25 maggio 1995    | Cina                 |
| 16 | Wang Zhaorui     | C     | 3 aprile 1995     | Cina                 |
| 17 | Liu Shaokai      | P     | 28 marzo 1993     | Cina                 |
| 18 | Wang Zidan       | C     | 11 novembre 1993  | Cina                 |
| 19 | Chen Bailiang    | S/O   | 15 marzo 1999     | Cina                 |
| 20 | Xu Hu            | S     | 24 marzo 1997     | Cina                 |

## Mercato
| Acquisti | Acquisti         | Acquisti           | Acquisti   |
| R.       | Nome             | da                 | Modalità   |
| -------- | ---------------- | ------------------ | ---------- |
| S/O      | Michał Łasko     | Jastrzębski Węgiel | definitivo |
| S/O      | Zbigniew Bartman | Jastrzębski Węgiel | definitivo |
| S        | Li Rui           | ?                  | definitivo |
| S/O      | Chen Bailiang    | ?                  | definitivo |
| S        | Xu Hu            | ?                  | definitivo |

| Cessioni | Cessioni       | Cessioni    | Cessioni   |
| R.       | Nome           | a           | Modalità   |
| -------- | -------------- | ----------- | ---------- |
| S        | Bogdan Olteanu | BVC         | definitivo |
| S/O      | Mory Sidibé    | Al-Muharraq | definitivo |
| S        | Lu Sichun      | ?           | definitivo |
| S        | Guo Shunxiang  | ?           | definitivo |
| C        | Zhang Jincheng | ?           | definitivo |

## Risultati

### Volleyball League A

#### Regular season

##### Prima fase
| 1ª giornata - 15 novembre 2015 Shuangliu County Sports Center, Chengdu       | Sichuan  | 3 - 1 | Fujian   | 13-25, 25-19, 25-18, 32-30       |
| 2ª giornata - 19 novembre 2015 Fujian Normal University Gymnasium, Fuzhou    | Fujian   | 0 - 3 | Sichuan  | 23-25, 15-25, 18-25              |
| 3ª giornata - 22 novembre 2015 Luwan Gymnasium, Shanghai                     | Shanghai | 3 - 0 | Sichuan  | 25-16, 25-23, 25-21              |
| 4ª giornata - 26 novembre 2015 Shuangliu County Sports Center, Chengdu       | Sichuan  | 3 - 1 | Jiangsu  | 18-25, 25-14, 25-22, 29-27       |
| 5ª giornata - 29 novembre 2015 Shuangliu County Sports Center, Chengdu       | Sichuan  | 3 - 1 | Hebei    | 30-28, 25-27, 28-26, 25-16       |
| 6ª giornata - 3 dicembre 2015 Deqing County Sports Center Stadium, Deqing    | Zhejiang | 2 - 3 | Sichuan  | 25-21, 25-20, 21-25, 23-25, 6-15 |
| 7ª giornata - 6 dicembre 2015 Shuangliu County Sports Center, Chengdu        | Sichuan  | 3 - 0 | Zhejiang | 25-17, 25-18, 25-18              |
| 8ª giornata - 10 dicembre 2015 Shuangliu County Sports Center, Chengdu       | Sichuan  | 3 - 0 | Shanghai | 25-22, 25-19, 25-17              |
| 9ª giornata - 13 dicembre 2015 University of Technology Gymnasium, Nanchino  | Jiangsu  | 1 - 3 | Sichuan  | 21-25, 18-25, 25-23, 20-25       |
| 10ª giornata - 17 dicembre 2015 Shijiazhuang Zhongshan Stadium, Shijiazhuang | Hebei    | 3 - 0 | Sichuan  | 25-17, 25-16, 25-21              |

##### Seconda fase
| 11ª giornata - 24 dicembre 2015 Shuangliu County Sports Center, Chengdu    | Sichuan  | 1 - 3 | Shandong | 20-25, 25-27, 25-23, 23-25        |
| 12ª giornata - 27 dicembre 2015 Shuangliu County Sports Center, Chengdu    | Sichuan  | 3 - 2 | Bayi     | 25-20, 25-20, 21-25, 21-25, 15-12 |
| 13ª giornata - 31 dicembre 2015 Zibo City Sports Center Arena, Zibo        | Shandong | 3 - 0 | Sichuan  | 25-15, 25-15, 25-16               |
| 14ª giornata - 3 gennaio 2016 University Students Gymnasium, Pechino       | Bayi     | 3 - 2 | Sichuan  | 25-21, 20-25, 29-27, 29-31, 15-10 |
| 15ª giornata - 7 gennaio 2016 Shuangliu County Sports Center, Chengdu      | Sichuan  | 1 - 3 | Beijing  | 21-25, 19-25, 25-22, 21-25        |
| 16ª giornata - 10 gennaio 2016 Shuangliu County Sports Center, Chengdu     | Sichuan  | 3 - 2 | Henan    | 25-20, 21-25, 25-18, 20-25, 15-10 |
| 17ª giornata - 14 gennaio 2016 Glory Stadium, Pechino                      | Beijing  | 1 - 3 | Sichuan  | 21-25, 23-25, 27-25, 23-25        |
| 18ª giornata - 17 gennaio 2016 Nanyang City Sports Center Stadium, Nanyang | Henan    | 3 - 0 | Sichuan  | 25-21, 28-26, 25-20               |

#### Play-off scudetto

##### Semifinale
| Gara 1 - 21 gennaio 2016 Shuangliu County Sports Center, Chengdu | Sichuan | 1 - 3 | Beijing | 25-19, 14-25, 12-25, 19-25 |
| Gara 2 - 24 gennaio 2016 Shuangliu County Sports Center, Chengdu | Sichuan | 1 - 3 | Beijing | 25-21, 22-25, 21-25, 22-25 |
| Gara 3 - 28 gennaio 2016 Glory Stadium, Pechino                  | Beijing | 3 - 1 | Sichuan | 25-16, 25-16, 26-28, 25-22 |

##### Finale 3º posto
| Gara 1 - 16 febbraio 2015 Shuangliu County Sports Center, Chengdu | Sichuan  | 0 - 3 | Shandong | 21-25, 21-25, 16-25               |
| Gara 2 - 18 febbraio 2015 Shuangliu County Sports Center, Chengdu | Sichuan  | 3 - 0 | Shandong | 25-20, 25-23, 25-18               |
| Gara 3 - 21 febbraio 2015 Zibo City Sports Center Arena, Zibo     | Shandong | 3 - 2 | Sichuan  | 25-23, 25-19, 17-25, 20-25, 15-13 |
| Gara 4 - 23 febbraio 2015 Zibo City Sports Center Arena, Zibo     | Shandong | 3 - 0 | Sichuan  | 25-19, 25-17, 30-28               |

## Statistiche

### Statistiche di squadra
| Competizione        | Punti | In casa | In casa | In casa | In trasferta | In trasferta | In trasferta | Totale | Totale | Totale |
| Competizione        | Punti | G       | V       | P       | G            | V            | P            | G      | V      | P      |
| ------------------- | ----- | ------- | ------- | ------- | ------------ | ------------ | ------------ | ------ | ------ | ------ |
| Volleyball League A | 23    | 13      | 8       | 5       | 12           | 4            | 8            | 25     | 12     | 13     |
| Totale              | -     | 13      | 8       | 5       | 12           | 4            | 8            | 25     | 12     | 13     |

G = partite giocate; V = partite vinte; P = partite perse

### Statistiche dei giocatori
| Giocatore  | Volleyball League A | Volleyball League A | Volleyball League A | Volleyball League A | Volleyball League A | Totale | Totale | Totale | Totale | Totale |
| Giocatore  | P                   | PT                  | AV                  | MV                  | BV                  | P      | PT     | AV     | MV     | BV     |
| ---------- | ------------------- | ------------------- | ------------------- | ------------------- | ------------------- | ------ | ------ | ------ | ------ | ------ |
| Z. Bartman | ?                   | 414                 | 373                 | 21                  | 20                  | ?      | 414    | 373    | 21     | 20     |
| Bi X.      | ?                   | ?                   | ?                   | ?                   | ?                   | ?      | ?      | ?      | ?      | ?      |
| Cao Y.     | ?                   | ?                   | ?                   | ?                   | ?                   | ?      | ?      | ?      | ?      | ?      |
| Chen B.    | ?                   | ?                   | ?                   | ?                   | ?                   | ?      | ?      | ?      | ?      | ?      |
| Chen T.    | ?                   | ?                   | ?                   | ?                   | ?                   | ?      | ?      | ?      | ?      | ?      |
| Deng T.    | ?                   | ?                   | ?                   | ?                   | ?                   | ?      | ?      | ?      | ?      | ?      |
| Du H.      | ?                   | 284                 | 254                 | 14                  | 16                  | ?      | 284    | 254    | 14     | 16     |
| Feng K.    | ?                   | ?                   | ?                   | ?                   | ?                   | ?      | ?      | ?      | ?      | ?      |
| Gao Q.     | ?                   | ?                   | ?                   | ?                   | ?                   | ?      | ?      | ?      | ?      | ?      |
| M. Łasko   | ?                   | 347                 | 288                 | 29                  | 30                  | ?      | 347    | 288    | 29     | 30     |
| Liao G.    | ?                   | ?                   | ?                   | ?                   | ?                   | ?      | ?      | ?      | ?      | ?      |
| Liu S.     | ?                   | ?                   | ?                   | ?                   | ?                   | ?      | ?      | ?      | ?      | ?      |
| Li R.      | ?                   | ?                   | ?                   | ?                   | ?                   | ?      | ?      | ?      | ?      | ?      |
| Qin S.     | ?                   | ?                   | ?                   | 74                  | ?                   | ?      | ?      | ?      | 74     | ?      |
| Tang C.    | ?                   | ?                   | ?                   | 41                  | 19                  | ?      | ?      | ?      | 41     | 19     |
| Wang ZR.   | ?                   | ?                   | ?                   | ?                   | ?                   | ?      | ?      | ?      | ?      | ?      |
| Wang ZD.   | ?                   | ?                   | ?                   | ?                   | ?                   | ?      | ?      | ?      | ?      | ?      |
| Wen X.     | ?                   | ?                   | ?                   | ?                   | ?                   | ?      | ?      | ?      | ?      | ?      |
| Xu H.      | ?                   | ?                   | ?                   | ?                   | ?                   | ?      | ?      | ?      | ?      | ?      |
| Yang G.    | ?                   | ?                   | ?                   | ?                   | ?                   | ?      | ?      | ?      | ?      | ?      |

P = presenze; PT = punti totali; AV = attacchi vincenti; MV = muri vincenti; BV = battute vincenti